# 圣马力诺重建共产党
圣马力诺重建共产党是圣马力诺的一个已不存在的共产主义政党。1990年，圣马力诺共产党决定放弃共产主义意识形态并改组为圣马力诺民主进步党。一些党员反对这一决定，后于1992年效仿意大利重建共产党的做法另外组建了圣马力诺重建共产党。2012年，该党与左翼党—自由区合并为联合左翼。